# Cà phê vỉa hè trong đêm
Cà phê vỉa hè trong đêm (tiếng Anh: Café Terrace at Night hay The Cafe Terrace on the Place du Forum) là một tác phẩm tranh sơn dầu của họa sĩ người Hà Lan, Vincent van Gogh. Tranh được sáng tác khi ông ở tại thành phố Arles, Pháp vào khoảng giữa tháng 9 năm 1888. Bức tranh không có chữ ký, nhưng được Van Gogh ký hiệu đánh dấu bằng ba chữ cái.